# Torsten Wetterblad
Torsten Victor Wetterblad, född 3 november 1891 i Vadstena, död 16 november 1958 i Stockholm, var en svensk lärare och fysiker.
Torsten Wetterblad var son till bokhandlaren och rådmannen Elias Victor Jansson och Olivia Matilda Larsson samt bror till Ragnar Wetterblad. Han avlade mogenhetsexamen i Linköping 1909 och studerade därefter vid Uppsala universitet där han blev filosofie kandidat 1913, filosofie magister 1914, filosofie licentiat 1919 och filosofie doktor 1924. Han var amanuens vid fysiska institutionen i Uppsala 1917–1926 och docent i fysik vid universitetet 1924–1927. Wetterblad var 1927–1930 adjunkt vid Södermalms läroverk i Stockholm var från 1930 lektor i matematik och fysik vid Kungsholmens läroverk och från 1943 även läroverkets rektor. 1941–1943 var han studierektor vid Whitlockska samskolan i Stockholm. Efter att tidigare vid flera tillfällen och 1950–1952 i ett sammanhang tjänstgjort som tillförordnad undervisningsråd i Skolöverstyrelsen var Wetterblad från 1952 tjänstledig från rektoratet och ämneskonsult i fysik hos Skolöverstyrelsen. Han var 1939–1948 ordförande i Föreningen för matematisk-naturvetenskaplig undervisning och 1942–1944 ordförande i Läroverkslärarnas riksförbund. Han publicerade experimentella arbeten bland annat inom spektroskopin och tillsammans med Anna Beckman utgav han läro- och läseböcker i fysik för realskolan.